# Campeonato Mundial de Ciclismo em Estrada de 1998
O LXV Campeonato Mundial de Ciclismo em Estrada realizou-se em Valkenburg (Países Baixos) entre 6 e 11 de outubro de 1998, baixo a organização da União Ciclista Internacional (UCI) e a Real União Neerlandesa de Ciclismo.
O campeonato constou de carreiras nas especialidades de contrarrelógio e de estrada, nas divisões elite masculino, elite feminino e masculino sub-23; ao todo outorgaram-se seis títulos de campeão mundial.

## Resultados

### Masculino
- Contrarrelógio

| Posto  | Ciclista      | País    | Tempo   |
| ------ | ------------- | ------- | ------- |
| Ouro   | Abraham Olano | Espanha | 54:32,1 |
| Prata  | Melchor Mauri | Espanha | 55:09,6 |
| Bronze | Sergi Gonchar | Ucrânia | 55:19,8 |

- Estrada

| Posto  | Ciclista          | País    | Tempo   |
| ------ | ----------------- | ------- | ------- |
| Ouro   | Oscar Camenzind   | Suíça   | 6:01:30 |
| Prata  | Peter van Petegem | Bélgica | 6:01:53 |
| Bronze | Michele Bartoli   | Itália  | 6:01:54 |

### Feminino
- Contrarrelógio

| Posto  | Ciclista                      | País          | Tempo    |
| ------ | ----------------------------- | ------------- | -------- |
| Ouro   | Leontien Zijlaard-van Moorsel | Países Baixos | 31:51,14 |
| Prata  | Zulfiya Zabirova              | Rússia        | 31:51,52 |
| Bronze | Hanka Kupfernagel             | Alemanha      | 31:53,30 |

- Estrada

| Posto  | Ciclista                      | País          | Tempo   |
| ------ | ----------------------------- | ------------- | ------- |
| Ouro   | Diana Žiliūtė                 | Lituânia      | 2:35:35 |
| Prata  | Leontien Zijlaard-van Moorsel | Países Baixos | 2:35:35 |
| Bronze | Hanka Kupfernagel             | Alemanha      | 2:35:35 |

### Sub-23
- Contrarrelógio

| Posto  | Ciclista          | País    | Tempo    |
| ------ | ----------------- | ------- | -------- |
| Ouro   | Thor Hushovd      | Noruega | 43:19,84 |
| Prata  | Frédéric Finot    | França  | 43:23,35 |
| Bronze | Gianmario Ortenzi | Itália  | 43:30,48 |

- Estrada

| Posto  | Ciclista          | País   | Tempo   |
| ------ | ----------------- | ------ | ------- |
| Ouro   | Ivan Basso        | Itália | 4:00:30 |
| Prata  | Rinaldo Nocentini | Itália | 4:00:46 |
| Bronze | Danilo di Luca    | Itália | 4:00:46 |

## Medalheiro
| 1  | Itália        | 1 | 1 | 3 | 5  |
| 2  | Espanha       | 1 | 1 | 0 | 2  |
|    | Países Baixos | 1 | 1 | 0 | 2  |
| 4  | Lituânia      | 1 | 0 | 0 | 1  |
|    | Noruega       | 1 | 0 | 0 | 1  |
|    | Suíça         | 1 | 0 | 0 | 1  |
| 7  | Bélgica       | 0 | 1 | 0 | 1  |
|    | França        | 0 | 1 | 0 | 1  |
|    | Rússia        | 0 | 1 | 0 | 1  |
| 10 | Alemanha      | 0 | 0 | 2 | 2  |
| 11 | Ucrânia       | 0 | 0 | 1 | 1  |
|    | TOTAL         | 6 | 6 | 6 | 18 |